# Le nostre parole
Le nostre parole è il trentunesimo album discografico del cantante Natale Galletta, pubblicato nel 2008.

## Tracce
1. Io ti amo amo amo
2. Adesso
3. Me spacche 'o core
4. La storia infinita
5. Chillu guaglione
6. Scusami
7. Amore in sintonia
8. Vint'anne 'e differenza
9. Jamme facimme pace
10. Quanno 'na figlia se sposa